# اوریزل، میشیگان
اوریزل (به انگلیسی: Overisel Township) یک منطقهٔ مسکونی در ایالات متحده آمریکا است که در شهرستان آلگان، میشیگان واقع شده‌است.
 اوریزل ۹۲٫۵ کیلومتر مربع مساحت و ۲٬۹۱۱ نفر جمعیت دارد و ۲۰۱ متر بالاتر از سطح دریا واقع شده‌است.